# Martignacco
Martignacco (friülà Martignà) és un municipi italià, dins de la província d'Udine. L'any 2007 tenia 6.327 habitants. Limita amb els municipis de Basiliano, Fagagna, Moruzzo, Pagnacco, Pasian di Prato i Tavagnacco. Inclou les fraccions de Nogaredo di Prato (Narêt di Prat) i Faugnacco (Fognà).

## Administració
| Període | Identitat   | Partit                 |
| ------- | ----------- | ---------------------- |
| 2004-   | Marco Zanor | Lliga Nord-Centredreta |